# José Velásquez Castillo
José Manuel Velásquez Castillo (Lima, 4 de junio de 1952) es un exfutbolista peruano. Apodado "El Patrón", se destacó por su elegancia, presencia, coraje y juego técnico, siendo reconocido como uno de los jugadores con más personalidad que ha dado el fútbol peruano y el mejor mediocampista defensivo en la historia de su país. Fue nominado al Balón de Oro Global por la FIFA en 1977.
Fue un destacado mediocampista defensivo de Sudamérica entre finales de los años 70 e inicios de los años 80. Era un volante de contención de enorme despliegue defensivo, gran juego aéreo y fuerte personalidad que combinaba su dominante presencia física con un juego muy técnico y elegante. También jugaba de defensa y volante mixto. Se formó en Alianza Lima debutando en 1971 a los 17 años como zaguero central, aunque pronto se le posicionó en el mediocampo y se convirtió en uno de los más grandes caudillos "blanquiazules" ganando 3 veces la Liga Peruana e integrando uno de los mejores equipos de la historia del club durante el bicampeonato de 1977 y 1978. En 1979 emigró a Colombia para enrolarse al Independiente Medellín, en el que coincidió con su compatriota Hugo Sotil, y luego también pasó por el Toronto Blizzard y el Hércules de la Primera División de España.
Integró la Selección Peruana que ganó la Copa América 1975 y participó en los mundiales de Argentina '78, donde llegó hasta los cuartos de final y España '82 donde fue importante en las clasificatorias.
Forma parte de la famosa generación de futbolistas peruanos de la década de 1970 junto con Cubillas, Chumpitaz, Sotil, Chale, Cueto, Oblitas, "Trucha" Rojas, Juan José Muñante y otras grandes figuras.

## Trayectoria
Se inició jugando en San Luis de Cañete, lugar donde se crio. Cuando tenía 11 años se mudó con su familia a Lima. Jugó torneos interescolares en el Melitón Carbajal. Con este colegio enfrentó dos veces al Riva Agüero, que era dirigido por el Rafael "Cholo" Castillo, formador de menores de Alianza Lima, quien le invitó a entrenar con el cuadro íntimo cuando tenía 14 años.
Fue formado en las canteras del club Alianza Lima como zaguero central, luego pasó al medio campo lo que le permitía marcar y acompañar a los jugadores en el ataque, desarrollando todo su potencial en esa posición y  convirtiendo 51 goles con el cuadro aliancista. Su carrera con la blanquiazul comenzó en 1971, a la edad de 18 años. Fue campeón Nacional en 1975 y posteriormente logra el doblete en 1977 y 1978. En 1979, viaja a Colombia para jugar por el Independiente Medellín. En la temporada 1980-1981 juega en el Toronto Blizzard de Canadá. 
Durante su estadía en el equipo de la liga americana también juega la liga NASL en pista cubierta, un torneo de fútbol sala. A inicios de 1982, el canal peruano de televisión Panamericana contrata sus servicios para que juegue amistosos durante la preparación al mundial de España 82, terminada la copa regresa a Alianza Lima. En la temporada 1984-1985 da el salto a Europa al recién ascendido Hércules de la Primera División de España. En Europa solo podían jugar dos extranjeros por lo que a fines de 1984 el no tener pasaporte europeo hace que no juegue en los primeros 6 meses de 1985 porque se contrató al extranjero Mario Alberto Kempes. 
En 1985 se dedica de lleno a las eliminatorias a México 86. Cabe aclarar que el 10 de agosto de ese año se le vio jugar con la camiseta de Nacional de Uruguay en un clásico ante Peñarol por carácter amistoso. Luego, estuvo lesionado en la primera mitad de 1986 y en la segunda mitad inicia su rehabilitación en el Deportes Iquique chileno, por lo que solo juega un partido. Al año siguiente demuestra un gran nivel convirtiendo 8 goles. Los dirigentes del club querían que siga jugando por el club gracias a sus buenas actuaciones para la temporada 1988, pero sobrevino la tragedia del club Alianza Lima sucedida el 8 de diciembre de 1987 por lo que decide regresar a Alianza para apoyar al club en ese crucial momento jugando las últimas 20 fechas y termina su carrera futbolística allí, en gran nivel.

## Selección nacional
Fue uno de los artífices de la clasificación de Perú al mundial de Argentina. En la Copa Mundial de Fútbol de 1978 fue considerado en el equipo Ideal de la primera ronda y ayudó a su selección a llegar a los cuartos de final, anotando un gol de cabeza ante la selección de Irán. Luego, el equipo peruano decaería en su juego y en el último partido Velásquez jugo 51 minutos en la polémica derrota de Perú ante Argentina, hecho muy criticado por la prensa de su país. Volvió a destacarse en las eliminatorias para el Mundial de España, donde eliminaron a Uruguay y Colombia y disputó la Copa Mundial de Fútbol de 1982 donde no pudo desplegar su potencial.
José Velásquez fue el último gran caudillo que tuvo la selección de fútbol del Perú y es considerado el mejor volante central de la historia del fútbol peruano y uno de los mejores del mundo en su época, pertenece a ese tipo de jugadores aguerridos, trajinadores incansables que se daban el lujo de marcar goles pese a jugar en posiciones defensivas.

### Participaciones en Eliminatorias
| Eliminatorias                    | Sede | Selección          | Partidos | Goles | Aistencias |
| -------------------------------- | ---- | ------------------ | -------- | ----- | ---------- |
| Eliminatorias Sudamericanas 1974 | Perú | 6.º (No clasificó) | 1        | 0     | 0          |
| Eliminatorias Sudamericanas 1978 | Perú | 2.º (Clasificado)  | 6        | 3     | 1          |
| Eliminatorias Sudamericanas 1982 | Perú | 3.º (Clasificado)  | 4        | 0     | 1          |
| Eliminatorias Sudamericanas 1986 | Perú | 4.º (No clasificó) | 7        | 1     | 0          |

### Participaciones en Copas Mundiales
| Mundial                        | Sede      | Resultado        | Partidos | Goles | Asistencias |
| ------------------------------ | --------- | ---------------- | -------- | ----- | ----------- |
| Copa Mundial de Fútbol de 1978 | Argentina | Cuartos de final | 5        | 1     | 0           |
| Copa Mundial de Fútbol de 1982 | España    | Primera fase     | 3        | 0     | 0           |

### Participaciones en Copas América
| Copa              | Sede          | Resultado     | PJ | Goles |
| ----------------- | ------------- | ------------- | -- | ----- |
| Copa América 1975 | Sin sede fija | Campeón       | 1  | 0     |
| Copa América 1979 | Sin sede fija | Tercer puesto | 2  | 0     |
| Copa América 1983 | Sin sede fija | Tercer puesto | 6  | 0     |

## Clubes (Fútbol)
| Club                   | País     | Liga           | Año       | PJ | G  | A |
| ---------------------- | -------- | -------------- | --------- | -- | -- | - |
| Alianza Lima           | Perú     | Perú           | 1971-1978 | ?  | 44 | ? |
| Independiente Medellín | Colombia | Colombia       | 1979      | ?  | ?  | ? |
| Toronto Blizzard       | Canadá   | Estados Unidos | 1980-1981 | 28 | 2  | 8 |
| Alianza Lima           | Perú     | Perú           | 1982-1984 | ?  | 3  | ? |
| Hércules CF            | España   | España         | 1984      | 14 | 2  | ? |
| Deportes Iquique       | Chile    | Chile          | 1986-1987 | 29 | 8  | ? |
| Alianza Lima           | Perú     | Perú           | 1987      | ?  | 4  | ? |

## Clubes (Fútbol en pista cubierta)
| Club             | País   | Liga           | Temporada | PJ | G | A |
| ---------------- | ------ | -------------- | --------- | -- | - | - |
| Toronto Blizzard | Canadá | Estados Unidos | 1980-1981 | 11 | 5 | 9 |

## Palmarés

### Campeonatos nacionales
| Título                    | Club         | País | Año  |
| ------------------------- | ------------ | ---- | ---- |
| Primera División del Perú | Alianza Lima | Perú | 1975 |
| Primera División del Perú | Alianza Lima | Perú | 1977 |
| Primera División del Perú | Alianza Lima | Perú | 1978 |

### Torneos cortos
| Título                 | Club         | País | Año  |
| ---------------------- | ------------ | ---- | ---- |
| Torneo Descentralizado | Alianza Lima | Perú | 1987 |

### Copas internacionales
| Título             | Club              | País | Año  |
| ------------------ | ----------------- | ---- | ---- |
| Copa América       | Selección Peruana | Perú | 1975 |
| Copa Simón Bolívar | Club Alianza Lima | Perú | 1976 |